# Ashley Cain
Ashley Elizabeth Cain (ur. 22 lipca 1995 w Carrollton) – amerykańska łyżwiarka figurowa, startująca w parach sportowych z Timothy'm LeDuc. Uczestniczka igrzysk olimpijskich (2022), wicemistrzyni czterech kontynentów (2018) oraz mistrzyni Stanów Zjednoczonych (2019).
W latach 2019–2022 występowała pod nazwiskiem Cain-Gribble.

## Osiągnięcia

### Pary sportowe

#### Z Timothy'm LeDuc

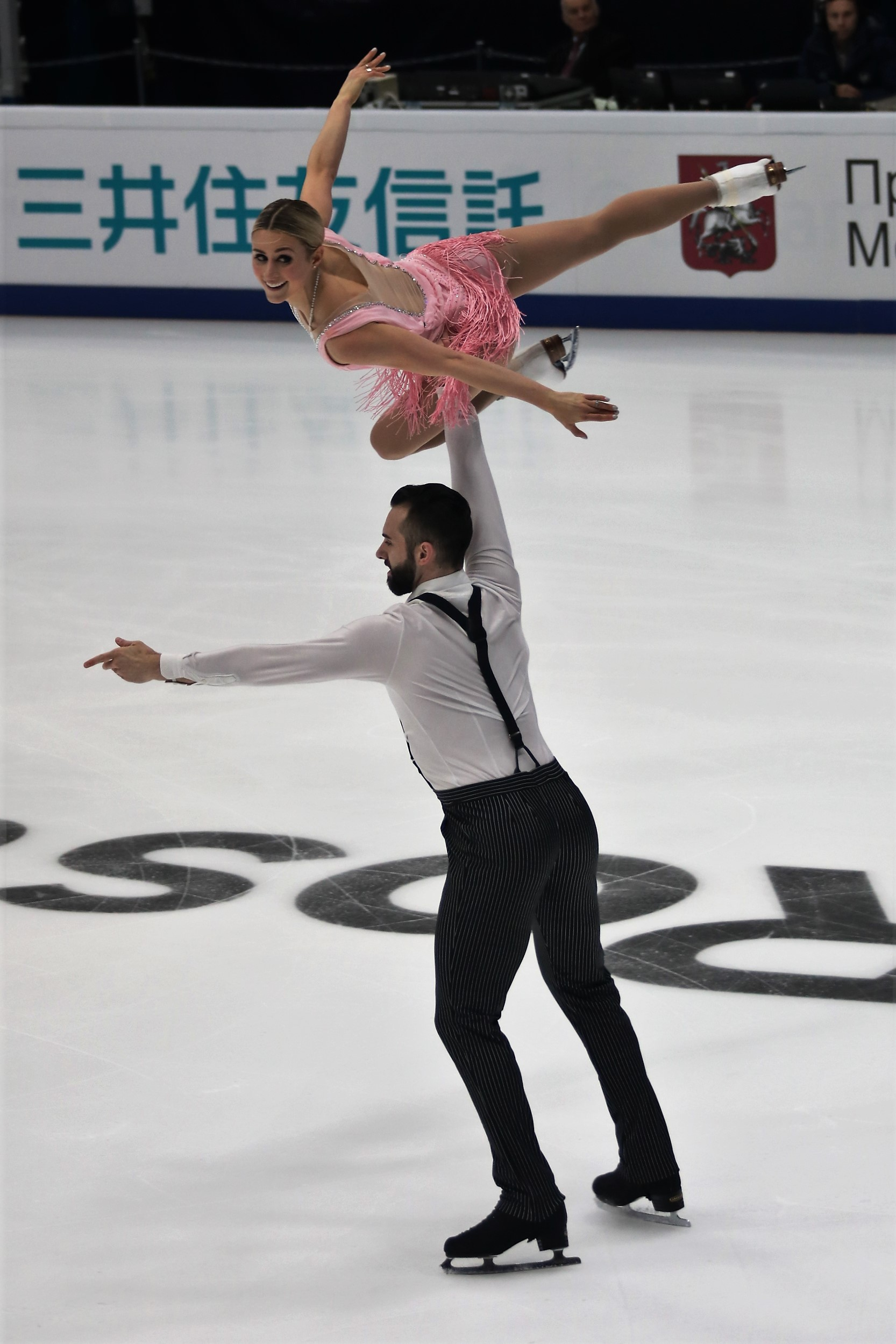
Cain i LeDuc na Rostelecom Cup 2018

| Zawody                           | 16–17          | 17–18          | 18–19          | 19–20          | 20–21          | 21–22          |                |                |                |                |                |                |                |                |                |                |                |
| Międzynarodowe                   | Międzynarodowe | Międzynarodowe | Międzynarodowe | Międzynarodowe | Międzynarodowe | Międzynarodowe | Międzynarodowe | Międzynarodowe | Międzynarodowe | Międzynarodowe | Międzynarodowe | Międzynarodowe | Międzynarodowe | Międzynarodowe | Międzynarodowe | Międzynarodowe | Międzynarodowe |
| -------------------------------- | -------------- | -------------- | -------------- | -------------- | -------------- | -------------- | -------------- | -------------- | -------------- | -------------- | -------------- | -------------- | -------------- | -------------- | -------------- | -------------- | -------------- |
| Zimowe igrzyska olimpijskie      |                |                |                |                |                | 8              |                |                |                |                |                |                |                |                |                |                |                |
| Mistrzostwa świata               |                |                | 9              | C              | 9              | WD             |                |                |                |                |                |                |                |                |                |                |                |
| Mistrzostwa czterech kontynentów | 9              | 2              | 4              |                |                |                |                |                |                |                |                |                |                |                |                |                |                |
| GP Cup of China                  |                | 6              |                |                |                |                |                |                |                |                |                |                |                |                |                |                |                |
| GP Internationaux de France      |                |                |                | 4              |                |                |                |                |                |                |                |                |                |                |                |                |                |
| GP NHK Trophy                    |                |                |                |                |                | 4              |                |                |                |                |                |                |                |                |                |                |                |
| GP Rostelecom Cup                |                |                | 6              |                |                |                |                |                |                |                |                |                |                |                |                |                |                |
| GP Skate America                 |                |                | 3              | 5              | 4              |                |                |                |                |                |                |                |                |                |                |                |                |
| GP Skate Canada International    |                |                |                |                |                | 3              |                |                |                |                |                |                |                |                |                |                |                |
| CS Finlandia Trophy              | 4              |                |                |                |                | 3              |                |                |                |                |                |                |                |                |                |                |                |
| CS Golden Spin of Zagreb         | 3              |                |                | 1              |                |                |                |                |                |                |                |                |                |                |                |                |                |
| CS Lombardia Trophy              |                | 4              |                |                |                |                |                |                |                |                |                |                |                |                |                |                |                |
| CS Memoriał Ondreja Nepeli       |                |                | 1              |                |                |                |                |                |                |                |                |                |                |                |                |                |                |
| CS Nebelhorn Trophy              | 4              | 7              |                |                |                |                |                |                |                |                |                |                |                |                |                |                |                |
| CS U.S. International Classic    |                |                | 1              | 1              |                |                |                |                |                |                |                |                |                |                |                |                |                |
| Krajowe                          |                |                |                |                |                |                |                |                |                |                |                |                |                |                |                |                |                |
| Mistrzostwa Stanów Zjednoczonych | 3              | 4              | 1              | 4              | 3              |                |                |                |                |                |                |                |                |                |                |                |                |
| Zawody drużynowe                 |                |                |                |                |                |                |                |                |                |                |                |                |                |                |                |                |                |
| World Team Trophy                | 3 T 5 P        |                | 1 T 5 P        |                |                |                |                |                |                |                |                |                |                |                |                |                |                |

#### Z Joshua Reaganem

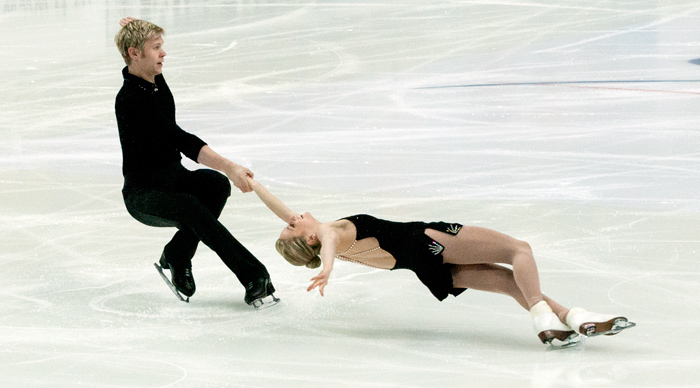
Cain i Reagan wykonujący spiralę śmierci na zawodach Rostelecom Cup 2011

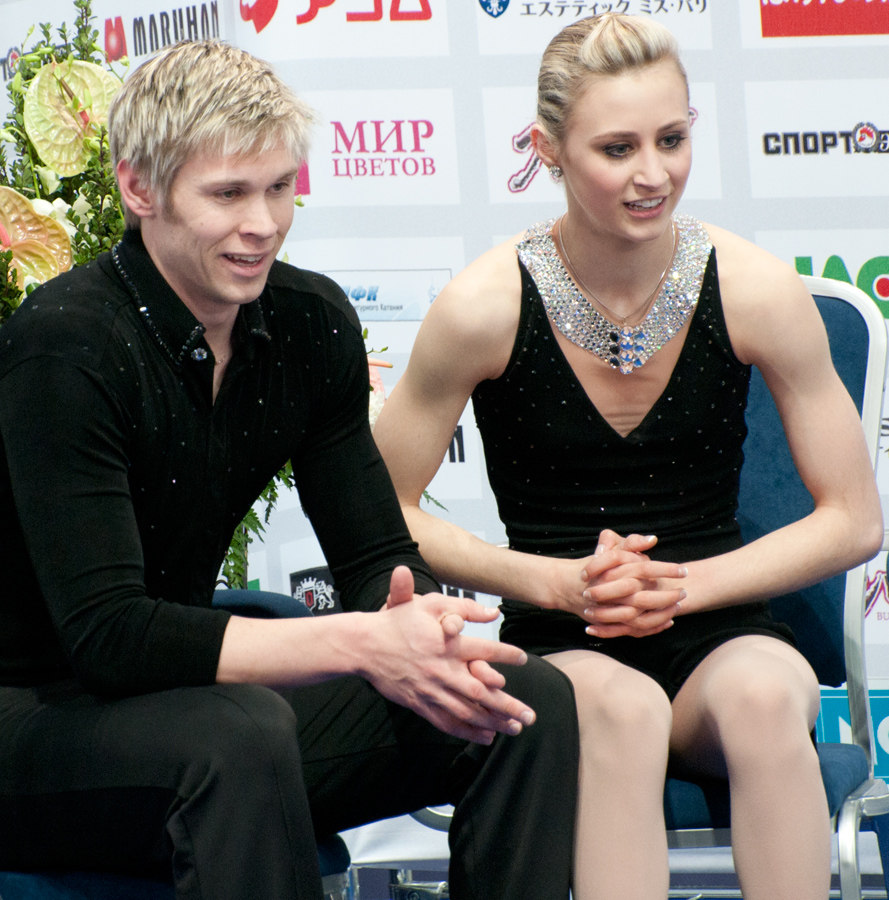
Cain i Reagan na zawodach Rostelecom Cup 2011

| Zawody                                | 09–10          | 10–11          | 11–12          |                |                |                |                |                |                |                |                |                |                |                |                |                |                |
| Międzynarodowe                        | Międzynarodowe | Międzynarodowe | Międzynarodowe | Międzynarodowe | Międzynarodowe | Międzynarodowe | Międzynarodowe | Międzynarodowe | Międzynarodowe | Międzynarodowe | Międzynarodowe | Międzynarodowe | Międzynarodowe | Międzynarodowe | Międzynarodowe | Międzynarodowe | Międzynarodowe |
| ------------------------------------- | -------------- | -------------- | -------------- | -------------- | -------------- | -------------- | -------------- | -------------- | -------------- | -------------- | -------------- | -------------- | -------------- | -------------- | -------------- | -------------- | -------------- |
| GP Rostelecom Cup                     |                |                | 6              |                |                |                |                |                |                |                |                |                |                |                |                |                |                |
| International Cup of Nice             |                |                | 4              |                |                |                |                |                |                |                |                |                |                |                |                |                |                |
| Międzynarodowe: Kategorie młodzieżowe |                |                |                |                |                |                |                |                |                |                |                |                |                |                |                |                |                |
| Mistrzostwa świata juniorów           |                | 4              |                |                |                |                |                |                |                |                |                |                |                |                |                |                |                |
| JGP Finał                             |                | 5              |                |                |                |                |                |                |                |                |                |                |                |                |                |                |                |
| JGP w Czechach                        |                | 2              |                |                |                |                |                |                |                |                |                |                |                |                |                |                |                |
| JGP w Wielkiej Brytanii               |                | 6              |                |                |                |                |                |                |                |                |                |                |                |                |                |                |                |
| Krajowe                               |                |                |                |                |                |                |                |                |                |                |                |                |                |                |                |                |                |
| Mistrzostwa Stanów Zjednoczonych      | 1 N            | 1 J            | 6              |                |                |                |                |                |                |                |                |                |                |                |                |                |                |
| Midwestern Sectionals                 | 1 N            |                |                |                |                |                |                |                |                |                |                |                |                |                |                |                |                |

#### Z Siergiejem Sidorowem
| Mistrzostwa Stanów Zjednoczonych | 8 N |

### Solistki
| Zawody                                | 10–11          | 11–12          | 12–13          | 13–14          | 14–15          | 15–16          |                |                |                |                |                |                |                |                |                |                |                |
| Międzynarodowe                        | Międzynarodowe | Międzynarodowe | Międzynarodowe | Międzynarodowe | Międzynarodowe | Międzynarodowe | Międzynarodowe | Międzynarodowe | Międzynarodowe | Międzynarodowe | Międzynarodowe | Międzynarodowe | Międzynarodowe | Międzynarodowe | Międzynarodowe | Międzynarodowe | Międzynarodowe |
| ------------------------------------- | -------------- | -------------- | -------------- | -------------- | -------------- | -------------- | -------------- | -------------- | -------------- | -------------- | -------------- | -------------- | -------------- | -------------- | -------------- | -------------- | -------------- |
| GP Cup of China                       |                |                |                |                | 10             |                |                |                |                |                |                |                |                |                |                |                |                |
| GP Rostelecom Cup                     |                |                |                |                | 8              |                |                |                |                |                |                |                |                |                |                |                |                |
| CS Memoriał Ondreja Nepeli            |                |                |                |                | 3              |                |                |                |                |                |                |                |                |                |                |                |                |
| Nebelhorn Trophy                      |                |                |                | 3              |                |                |                |                |                |                |                |                |                |                |                |                |                |
| Międzynarodowe: Kategorie młodzieżowe |                |                |                |                |                |                |                |                |                |                |                |                |                |                |                |                |                |
| JGP we Francji                        |                |                | 5              |                |                |                |                |                |                |                |                |                |                |                |                |                |                |
| JGP na Łotwie                         |                | 6              |                |                |                |                |                |                |                |                |                |                |                |                |                |                |                |
| JGP w Rumunii                         |                | 5              |                |                |                |                |                |                |                |                |                |                |                |                |                |                |                |
| Krajowe                               |                |                |                |                |                |                |                |                |                |                |                |                |                |                |                |                |                |
| Mistrzostwa Stanów Zjednoczonych      | 6 J            | 2 J            | 12             | 12             | 14             | 14             |                |                |                |                |                |                |                |                |                |                |                |